# Gurgesiellidae
A Gurgesiellidae a porcos halak (Chondrichthyes) osztályába és a rájaalakúak (Rajiformes) rendjébe tartozó család.
A családba 19 élő faj tartozik.

## Tudnivalók
A Gurgesiellidae ráják, többsége az Atlanti-óceánban található meg, azonban néhányuk az Indiai-óceánban fordul elő. A Csendes-óceánban, csak két faj él. Ezek a porcos halak fajtól függően 22-359,4 centiméteresek.

## Rendszerezés
A családba az alábbi 3 nem tartozik:
- Cruriraja Bigelow & Schroeder, 1948 – 8 faj
- Fenestraja McEachran & Compagno, 1982 – 8 faj
- Gurgesiella F. de Buen, 1959 – típusnem; 3 faj